# WNBA All-Star Game 2005
Match précédent Match suivant
Le WNBA All-Star Game 2005 est un match de basket-ball féminin, joué le 9 juillet 2005 dans la Mohegan Sun Arena de Uncasville, dans le Connecticut aux États-Unis. Ce match est le 6e All-Star Game annuel. Uncasville accueille cet évènement pour la première fois.
Les joueuses de la Conférence Ouest battent les joueuses de la Conférence Est 122 à 99. Sheryl Swoopes est élue MVP de la rencontre. Deanna Nolan est la meilleure marqueuse du match avec 20 points.

## Joueuses
| Pos.        | Joueur             | Équipe                      | Participation |
| Titulaires  | Titulaires         | Titulaires                  | Titulaires    |
| ----------- | ------------------ | --------------------------- | ------------- |
| PG          | Sue Bird           | Storm de Seattle            | 3e            |
| SG          | Diana Taurasi      | Mercury de Phoenix          | 1re           |
| SF          | Sheryl Swoopes     | Comets de Houston           | 5e            |
| PF          | Lauren Jackson     | Storm de Seattle            | 4e            |
| C           | Yolanda Griffith   | Monarchs de Sacramento      | 6e            |
| Remplaçants |                    |                             |               |
| SG          | Marie Ferdinand    | Silver Stars de San Antonio | 3e            |
| SG          | Katie Smith        | Shock de Détroit            | 6e            |
| SF          | Chamique Holdsclaw | Sparks de Los Angeles       | 6e            |
| PF          | DeMya Walker       | Monarchs de Sacramento      | 1re           |
| C           | Lisa Leslie        | Sparks de Los Angeles       | 7e            |
| C           | Michelle Snow      | Comets de Houston           | 1re           |
| Entraîneuse |                    |                             |               |
|             | Anne Donovan       | Storm de Seattle            |               |

| Pos.        | Joueur                  | Équipe                | Participation |
| Titulaires  | Titulaires              | Titulaires            | Titulaires    |
| ----------- | ----------------------- | --------------------- | ------------- |
| PG          | Dawn Staley             | Sting de Charlotte    | 5e            |
| SG          | Becky Hammon            | Liberty de New York   | 3e            |
| SF          | Tamika Catchings        | Fever de l'Indiana    | 4e            |
| PF          | Swin Cash               | Shock de Détroit      | 3e            |
| C           | Ruth Riley              | Shock de Détroit      | 2e            |
| Remplaçants |                         |                       |               |
| SG          | Alana Beard*            | Mystics de Washington | 1re           |
| SG          | Deanna Nolan            | Shock de Détroit      | 3e            |
| SG          | Nykesha Sales           | Sun du Connecticut    | 7e            |
| PF          | Cheryl Ford             | Shock de Détroit      | 3e            |
| PF          | Taj McWilliams-Franklin | Sun du Connecticut    | 5e            |
| C           | Ann Wauters             | Liberty de New York   | 1re           |
| Entraîneur  |                         |                       |               |
|             | Mike Thibault           | Sun du Connecticut    |               |

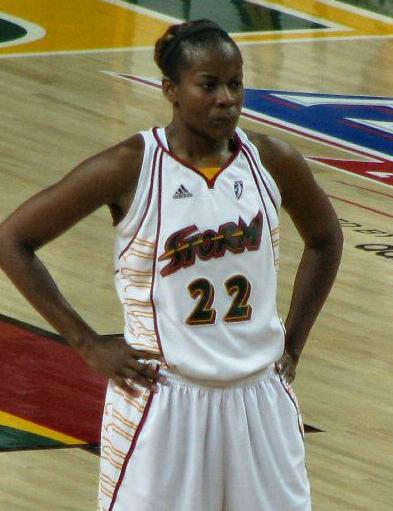
La MVP Sheryl Swoopes (ici en 2008 sous le maillot du Storm).

Anne Donovan (Storm de Seattle) dirige la sélection de l’Ouest et Mike Thibault (Sun du Connecticut) celle de l’Est.
| 9 juillet |                                                    | Conférence Ouest de la WNBA 122, Conférence Est 99 | Conférence Ouest de la WNBA 122, Conférence Est 99                           | Conférence Ouest de la WNBA 122, Conférence Est 99 |  | Mohegan Sun Arena, Uncasville Affluence : 9,168 | ABC |
| 9 juillet | Katie Smith 16 Yolanda Griffith 14 Diana Taurasi 4 | Points Rebonds Passes d.                           | Deanna Nolan 20 Tamika Catchings, Becky Hammon 6 Becky Hammon, Dawn Staley 4 |                                                    |  | Mohegan Sun Arena, Uncasville Affluence : 9,168 | ABC |